# Caserne Bridoux

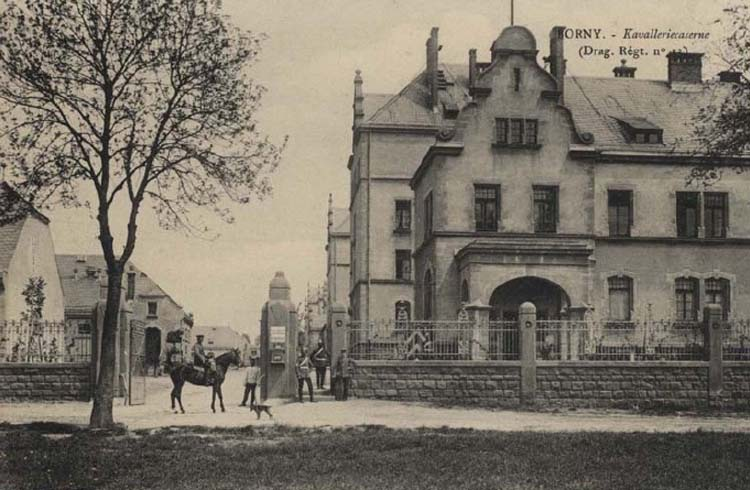
Wache der Dragonerkaserne

Die Caserne Bridoux, ursprünglich Dragonerkaserne ist eine ehemalige Kavallerie-Kaserne im Metzer Stadtteil Borny, der damals noch eine selbständige Gemeinde war. Erbaut wurde sie 1903, als das Reichsland Elsaß-Lothringen zum Deutschen Kaiserreich gehörte.

## Historisches
Militärisch gesehen, war Metz für das Deutsche Reich ein äußerst wichtiger strategischer Punkt, den es nach dem Erwerb zu sichern galt. Die Militärbehörden gingen daher unverzüglich, nachdem Elsaß-Lothringen an Deutschland gefallen war, daran, die Stadt militärisch aufzuwerten. Es wurden große Anstrengungen unternommen, um, neben den Festungswerken, neue Kasernen zu bauen und somit die Garnison zu vergrößern. Die Stärke der Garnisonstruppen bewegte sich ständig zwischen 15.000 und 20.000 Mann aller Waffengattungen, um dann vor Beginn des Ersten Weltkrieges schließlich auf 25.000 Mann anzuwachsen. Kaiser Wilhelm II. sagte bei einem Besuch anlässlich einer Besichtigung der Bauarbeiten in der Stadt und an den Gürtelforts: 

„Metz und sein Armeekorps stellen einen Stützpfeiler für das preußische Militär in Deutschland dar, dazu bestimmt den Frieden in Deutschland und auch in Europa sicherzustellen.“

## Bau und Lage
Die Kaserne wurde im Jahre 1903 fertiggestellt und mit dem Schleswig-Holsteinischen Dragoner Regiment Nr. 13 belegt. Sie war für insgesamt 720 Mann und die entsprechende Anzahl von Pferden (500 bis 600) vorgesehen. Die Bauten sind im Neo-Renaissance Stil errichtet, wobei die einfachere Form gewählt wurde. Die Gebäude liegen im Osten des Stadtzentrums zwischen der Voie rapide Est, der Rue Claude de Bernard, der Rue de la Poule und der Rue du Général Delestroint.

## Nutzung
Die Kaserne ging nach dem Ende des Ersten Weltkrieges dann im Jahre 1919 an die französische Armee über. Von dieser wurde sie in „Caserne Bridoux“ umbenannt. In den Jahren von 1940 bis 1944 erneut von den Deutschen genutzt, wurde hier ein Remontendepot für den Artillerienachschub eingerichtet. Dieses zentrale Remontendepot mit einem Bestand von etwa 1500 Pferden und Maultieren wurde am 15. August 1944 aufgegeben, die Tiere nach Deutschland geschafft. Im November 1944 zogen dann erneut französische Truppen ein und blieben bis zur Aufgabe der Kaserne als militärische Liegenschaft im Jahre 1990.
Im Jahre 1993 übernahm die Universität Metz die Gebäude und richtete darin ihren dritten Campus
(le troisième campus) ein.